# وینسنت بدور
وینسنت بدور (انگلیسی: Vincent Beduer؛ زادهٔ ۱۷ مارس ۱۹۸۷) بازیکن فوتبال اهل فرانسه است.
از باشگاه‌هایی که در آن بازی کرده‌است می‌توان به باشگاه ورزشی مون‌پلیه اشاره کرد.